# Джеймс, Грег
Грегори Джеймс Алан Милворд (англ. Gregory James Alan Milward; род. 17 декабря 1985, Льюишам, Лондон), известный как Грег Джеймс — британский радио- и телеведущий, наиболее известен как ведущий нескольких авторских передач, выходивших и продолжающих выходить на радио BBC 1 (в настоящее время — «Завтрак с Грегом Джеймсом, с понедельника по пятницу в 7:00-10:00).

## Ранняя жизнь
Джеймс родился в Льюишаме, Юго-Восточном Лондоне. Его родители, Алан и Розмари Милворд, работали учителями. У Грега есть сестра Кэтрин.
Джеймс играл в крикет за молодёжную команду Хертфордшира.
В возрасте 14 лет Джеймс начал транслировать на Hospital Radio, однако впоследствии он обнаружил, что передатчик был сломан, и ничего из его передач в эфир не пошло.
Джеймс окончил старшую школу Бишопс-Сторфорда, где он был заместителем старосты. Он изучал драму в Университете Восточной Англии в Норидже и окончил её с рейтингом «2:1» (второй уровень в британской системе оценок).

## Телевидение
Джеймс также является телеведущим. В 2009 году он был ведущим двух телешоу на канале BBC Three: Sun, Sex and Holiday Madness о британских туристах в Магалуфе и Young, Jobless and Living at Home. Он вёл музыкальную передачу Sound в подростковом блоке Switch на канале BBC Two, а также брал интервью за кулисами у участников церемонии Brit Awards в 2009 и 2010 годах.